# Алекс Шарп
Александер Аєн Шарп (англ. Alexander Ian Sharp; нар. 2 лютого 1989) — англійський актор театру і кіно. Відомий роллю Крістофера Буна в бродвейській виставі «Дивний випадок із собакою вночі».
Після закінчення Джульярдської школи влітку 2014 року він дебютував на Бродвеї та акторським дебютом у виставі The Curious Incident of the Dog in the Night-Time. За роль підлітка-аутиста Крістофера Буна він був нагороджений премією «Тоні» за найкращу чоловічу роль у виставі, премією «Драма Деск» за найкращу чоловічу роль у п'єсі та премією «Зовнішнього кола критиків».

## Театральні ролі
| Рік       | Назва                           | Роль          | Місцезнаходження     | Категорія |
| --------- | ------------------------------- | ------------- | -------------------- | --------- |
| 2014–2015 | Дивний випадок із собакою вночі | Крістофер Бун | Театр Етель Беррімор | Бродвей   |

## Фільмографія
| Рік  |   | Українська назва                      | Оригінальна назва               | Роль                             |
| ---- | - | ------------------------------------- | ------------------------------- | -------------------------------- |
| 2017 | ф | До кісток                             | To the Bone                     | Люк                              |
| 2017 | ф | Як розмовляти з дівчатами на вечірках | How to Talk to Girls at Parties | Енн                              |
| 2018 | ф | Краще почніть бігати                  | Better Start Running            | Гарлі                            |
| 2018 | ф | НЛО                                   | UFO                             | Дерек Ечеваро                    |
| 2019 | ф | Сонячна ніч                           | The Sunlit Night                | Яша                              |
| 2019 | ф | Шахрайки                              | The Hustle                      | Томас Вестербург                 |
| 2020 | с | Птах доброго Господа                  | The Good Lord Bird              | Проповідник (серія «Лиха змова») |
| 2020 | ф | Суд над чиказькою сімкою              | The Trial of the Chicago 7      | Ренні Девіс                      |
| 2022 | ф | Жити                                  | Living                          | містер Вокелінг                  |
| 2023 | ф | Одне життя                            | One Life                        | Тревор Чедвік                    |
| 2024 | с | Проблема 3 тіл                        | 3 Body Problem                  | Вілл Даунінг (7 серій)           |